# Epascestria
Epascestria és un gènere d'arnes de la família dels Crambidae.

## Taxonomia
- Epascestria croesusalis (Hampson, 1913)
- Epascestria distictalis (Hampson, 1913)
- Epascestria euprepialis (Hampson, 1913)
- Epascestria pictalis (Hampson, 1913)
- Epascestria pustulalis (Hübner, 1823)

## Espècies antigues
- Epascestria microdontalis (Hampson, 1913)